# Béhénou
Béhénou est une reine de l'Égypte antique, épouse de Pépi Ier ou de Pépi II, totalement ignorée avant la découverte de sa tombe.
Catherine Berger-El Naggar mène, avec Marie-Noëlle Fraisse, l'étude des textes de la pyramide de Béhénou.

## Sépulture
Sa pyramide, de type « pyramide à faces lisses », a été découverte à Saqqarah en 2007 par Audran Labrousse de la Mission archéologique française de Saqqâra dans la nécropole royale de Pépi Ier, à l'ouest de la pyramide de celui-ci.
Sa chambre funéraire contenait un sarcophage de granit violé et des textes des pyramides gravés sur les parois. Ce n'est que le deuxième cas connu où ces anciens textes religieux ont été utilisés en association avec une reine au lieu du pharaon.